# Éder dos Santos
Éder dos Santos Ramírez (Monterrey, 2 de enero de 1984) es un exfutbolista Brasileño ; hijo de padre brasileño y madre mexicana, naturalizado español.

## Trayectoria

### Club América
Debutó en el Apertura 2007 el 18 de noviembre del 2007.

## Vida privada
Es hijo de Geraldo Francisco dos Santos, más conocido en el mundo del fútbol como Zizinhito. Tiene dos hermanos, Giovani dos Santos actualmente sin equipo y Jonathan dos Santos que juega en club América de la Liga MX.